# Fairuza Balk
Fairuza Alejandra Balk (ur. 21 maja 1974 w Point Reyes) – amerykańska aktorka filmowa.
Jest córką muzyka Solomona Ben Feldthouse pochodzącego z Idaho i tancerki Cathryny Balk. Przyszła na świat w Point Reyes w stanie Kalifornia w Stanach Zjednoczonych Ameryki. Imię „Fairuza” jest perskie i oznacza „turkus”, „zwycięstwo” lub „cenna rzecz”. Po ojcu Fairuza Balk ma korzenie cygańskie i czirokeskie.
Znana jest z ról w filmach:
- Powrót do Krainy Oz (1985)
- Valmont (1989)
- Czekam na ciebie w Laramie (1992)
- Szkoła czarownic (The Craft, 1996)
- Wyspa doktora Moreau (1996)
- American Perfekt (1997)
- Kariera frajera (The Waterboy, 1998)
- Więzień nienawiści (1998)[1].